# Hoofdverkeersroute C
De Hoofdverkeersroute C was volgens de lettering van hoofdverkeersroutes de weg van Amsterdam via Utrecht en Breda naar België. Tussen Amsterdam en Vianen liep deze weg samen met de Hoofdverkeersroute B en tussen Breda en België met de Hoofdverkeersroute D. De weg liep destijds over de rijkswegen 2, 26, 27 en 16. Tegenwoordig wordt deze route ongeveer gevormd door de A2, A27 en A16.

## Geschiedenis
In 1937 werd de hoofdverkeersroute C ingesteld. Deze letter verscheen op de kilometerpalen en hectometerpaaltjes naast de weg. In 1957 werd weglettering vervangen door de Wegnummering 1957. Hierdoor kreeg de route het nummer E9 tussen Amsterdam en Vianen, E37 tussen Vianen en Breda en E10 tussen Breda en België. 